# Sisyrinchium micranthum
Sisyrinchium micranthum är en irisväxtart som beskrevs av Antonio José Cavanilles. Sisyrinchium micranthum ingår i släktet gräsliljor, och familjen irisväxter. Inga underarter finns listade i Catalogue of Life.